# سبينتريا

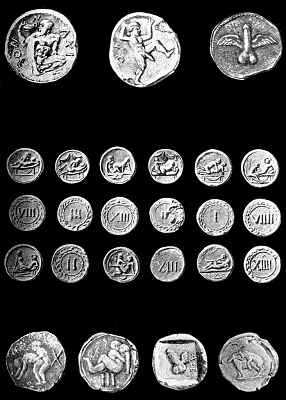
سبنتريا من بومبي

السبنتريا (الجمع: سبنتريات) هي عملة رمزية رومانية صغيرة من البرونز أو النحاس. تصور هذه الرموز عادةً على الوجه الأمامي مشاهد جنسية أو رموزًا جنسية ورقمًا في النطاق من I إلى XVI على الجانب الخلفي.
إحدى الأفكار هي أنه ربما تم استخدامه في بيوت الدعارة ، على الرغم من انعدام أي دليل في الأدب حول السبنتريا يدعم هذا الادعاء. فكرة أخرى هي أنها كانت تستخدم كرموز خزانة في حمامات الضواحي. 

## الإسم
تم استخدام كلمة "سبينتريا" من قبل المؤرخ سوتونيوس للإشارة إلى البغايا الذكور الشباب،  اشتق الأسم من اللغة اليونانية σφιγκτήρ (sphinktḗr، و المقصد منها العضلة العاصرة [الشرجية]).
و في القرن السادس عشر، انتقل الاسم من المعنى القديم للأشخاص الذين يرتكبون أفعالًا فاحشة - وبعبارة أخرى، أفعال جنسية و/أو حسية خارجة عن العُرف - (أو المكان الذي حدثت فيه الأفعال الفاحشة، مثل حدائق تيبيريوس في جزيرة قبرة) إلى الرموز نفسها. 

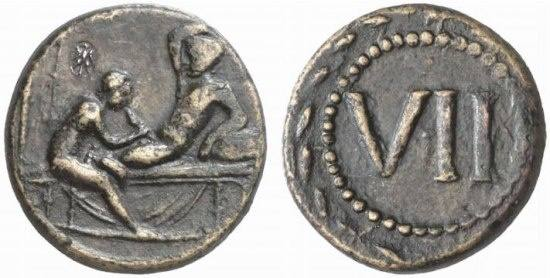
عملة سبينتريا تعرض مص القضيب

## الإستخدام
بعض العلماء يعتقدون أن السبنتريا كانت تُستخدم لدفع أجرة العاهرات، وذلك بناءً على اقتراح فريدلاندر (1886) الذي اقترح أن الرموز كانت تُستخدم للحصول على دخول إلى دور الدعارة ('auf die man in Bordelle Einlass erhielt')، وادعي هؤلاء أنها كانت تستخدم لهذا الغرض، ولكن لم يقدم أحد دليلًا داعمًا، على الرغم من عدم تقديم أي دليل داعم. يرفض باتري فكرة رمز بيت الدعارة، مؤكدًا أنه "لا يوجد دليل على أي من هذا" (باتري 1973، ص. 53). في الوقت الحالي، سيمونيتا وريفا فقط هم من يدعمون فرضية رمز بيت الدعارة،  والتي تحظى أيضًا بشعبية كبيرة في وسائل الإعلام (في فيلم Duggan 2016 على سبيل المثال)؛ ويتبع باحثون آخرون خطوطًا بديلة للبحث (باتري، كامبانا، دوغان، فيشبورن، إلخ).
تحت حكم كاراكالا، حُكم على فارس بالإعدام لجلب عملة تحمل صورة الإمبراطور إلى بيت للدعارة؛ و أُنقذ فقط بوفاة الإمبراطور نفسه. ومع ذلك، لا يوجد دليل قديم مباشر يدعم نظرية أن السبنتريات تم إنشاؤها كرموز للتبادل عوضاً عن العملة الرسمية.
يقترح عالم العملات ثيودور باتري أنها قد أستخدمت كقطع ألعاب.  على الرغم من أن فيلم دوغان (2016) أشار إلى عدم وجود اكتشافات أثرية تؤكد أن السبنتريا كانت عبارة عن قطع ألعاب. 
تم اقتراح أن التفسير الأكثر منطقية هو أنها تم استخدامها كرموز للخزانات في حمامات الضواحي.   توجد على جدران حمامات ضواحي مدينة بومبي رسومات جدارية تم رسمها بمناظر جنسية مماثلة لتلك الموجودة على العملات المعدنية.  و في هذه المشاهد الجنسية المرسومة على اللوحات الجدارية، كان هناك أيضًا "أرقام مصاحبة، كما تظهر على ظهر العملة"   من العملات المعدنية. عندما تم إعطاء السبينتريا كرمز، فإنها أتاحت للشخص الوصول إلى خزانة حيث يمكن تخزين الملابس أثناء الاستحمام.   
السبنتريات أيضًا لا تظهر عليها علامات التآكل الواضحة في العملات المعدنية التي تم تداولها على نطاق واسع, وأيضًا عددها قليل نسبيًا مقارنة بكمية العملات المعدنية الرسمية الموجودة.  تم إنتاج جميع السبنتريات أيضًا في مكتب واحد حوالي 22-37 م،  فترة قصيرة من الزمن.

## المظهر
كانت تُصنع عادةً من النحاس أو البرونز ، وكانت أصغر قليلاً من عملة 50 سنتيم يورو (0.50 يورو) .
يعرضون صورًا لمشاهد جنسية تتضمن شخصيات من الذكور والإناث  وقد تم إعطاء خمسة منها وصف "عشاق ذكور على السرير".  

## صالة عرض

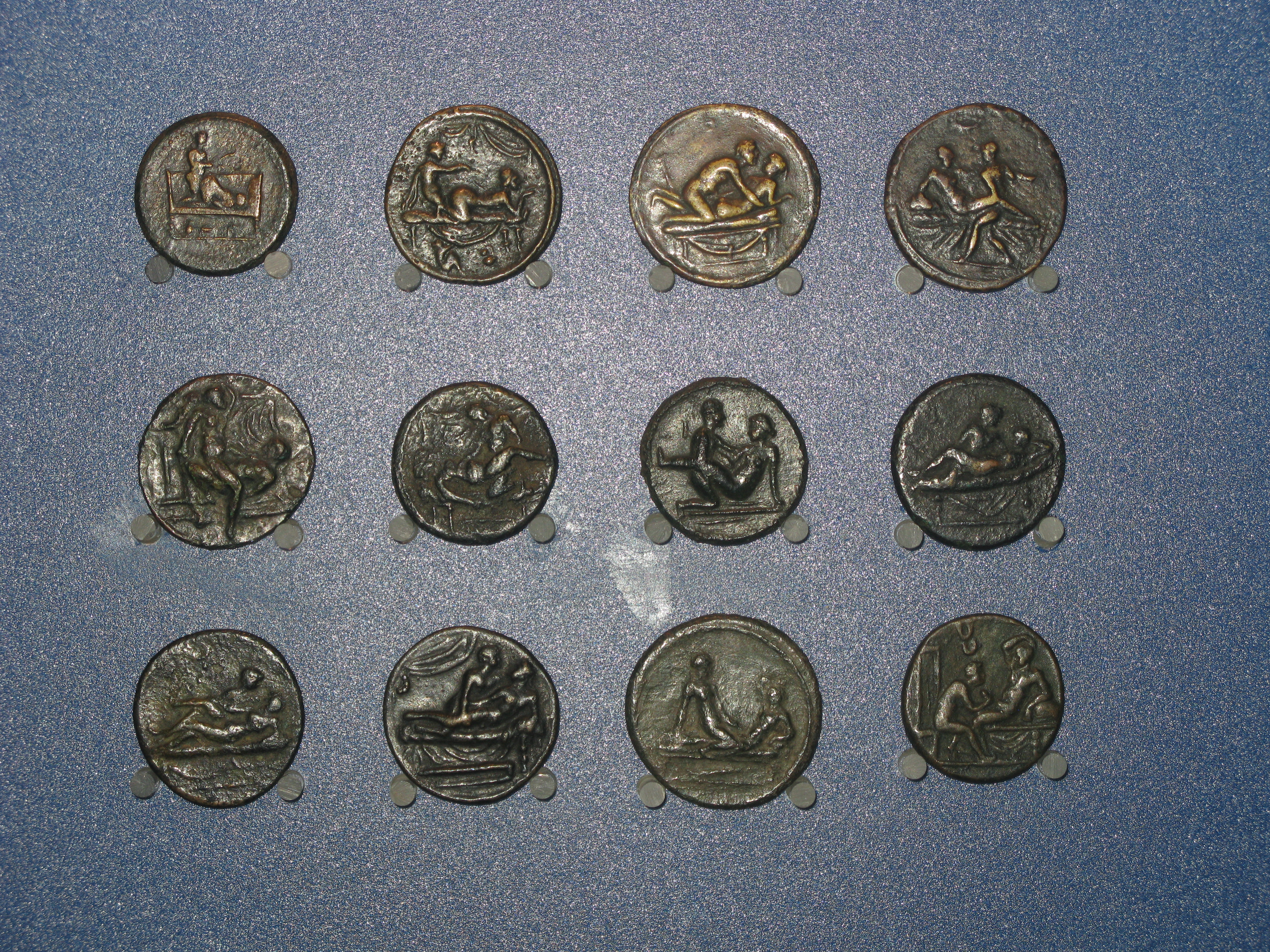
سبنتريات تُظهر مشاهد جنسية على جهة، وعلى الجهة الخلفية يوجد رقم. متحف هانتيريان ومعرض الفنون, في غلاسكو
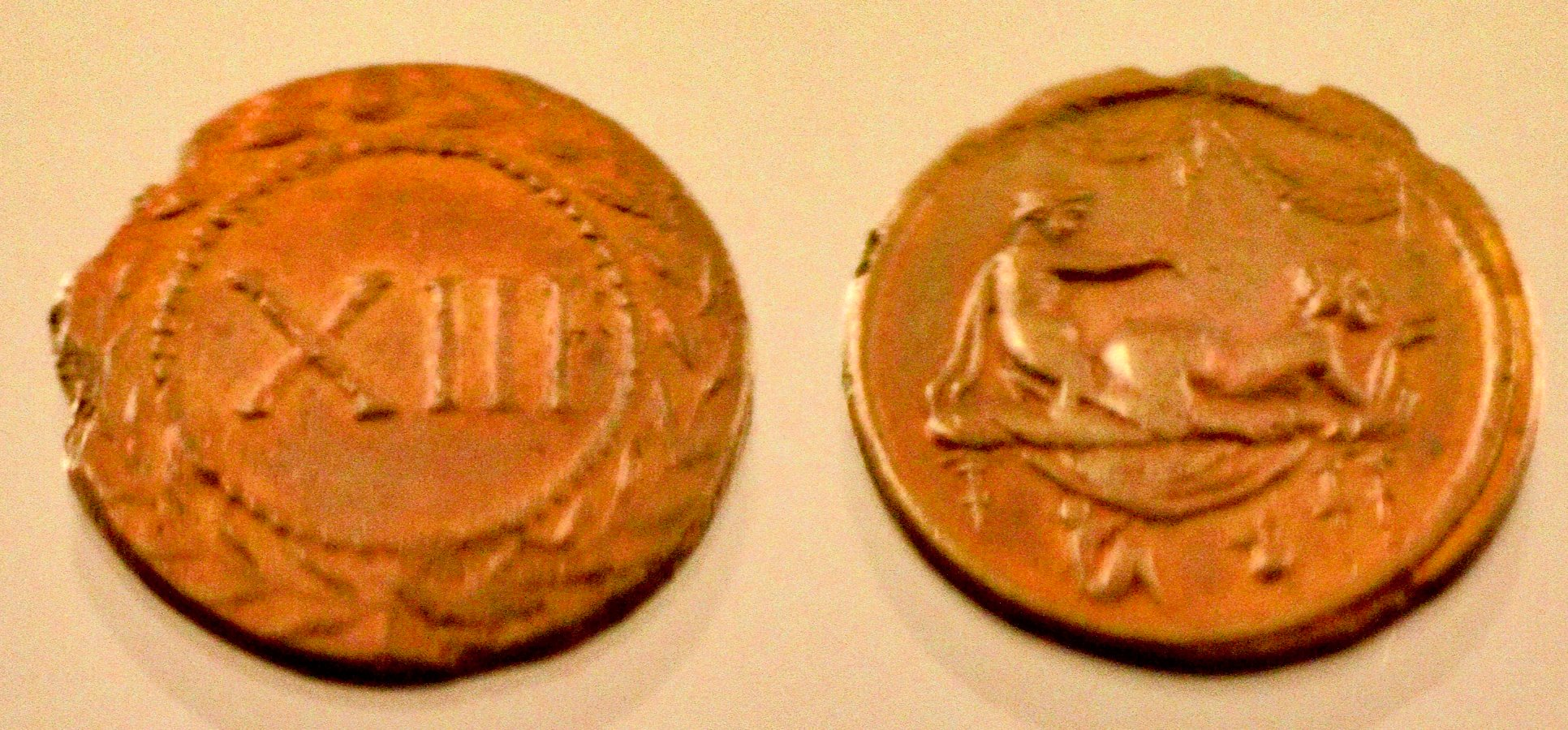
سبنتريا
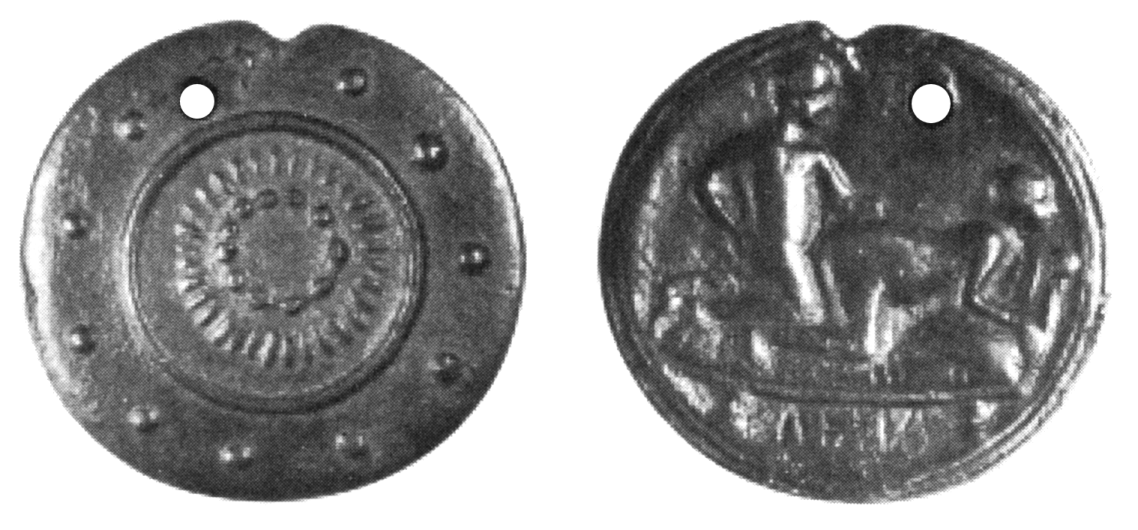
السبنتريا، القرن الثاني ميلادي

## أنظر أيضا
- المثلية الجنسية في اليونان القديمة
- المثلية الجنسية في روما القديمة
- الدعارة في روما القديمة
- الجنسانية في روما القديمة
- عملة رومانية
- تيسيرا (تجارة)

## ملحوظات
1. 1 2 3 4 5  Fishburn، Geoffrey (11 يوليو 2007). "Is that a Spintria in your Pocket, or Are You Just Pleased to See Me?" (PDF). 20th Conference of the History of Economic Thought Society of Australia. Brisbane: University of Queensland Printery. ص. 225–236. ISBN:9781864998979. مؤرشف من الأصل (PDF) في 2022-04-17.
2. ↑  Fishburn, page 10, note 2.
3. 1 2 3 4 5  Duggan، Eddie (أكتوبر 2017). "Stranger Games: The life and times of the spintriae". Board Game Studies Journal. ج. 11 ع. 1: 101–121. DOI:10.1515/bgs-2017-0005. S2CID:67801461. مؤرشف من الأصل في 2022-04-18. اطلع عليه بتاريخ 2022-04-18.
4. ↑  Simonetta, B. and Riva, R.[الإنجليزية], 1981, Le Tessere erotiche romane (spintriae): Quando ed a che scopo sono state coniate Gaggini-Bizzozero. Lugano)
5. ↑  كاسيوس ديو 78.16.5. نسخة محفوظة 2023-11-18 على موقع واي باك مشين.
6. ↑  Thomas A. McGinn, The Economy of Prostitution in the Roman World (University of Michigan Press, 2004), p. 115
7. 1 2  Duggan، Eddie (أكتوبر 2017). "Stranger Games: The life and times of the spintriae". Board Game Studies Journal. ج. 11 ع. 1: 101–121. DOI:10.1515/bgs-2017-0005. S2CID:67801461. مؤرشف من الأصل في 2022-04-18. اطلع عليه بتاريخ 2022-04-18.Duggan, Eddie (October 2017). "Stranger Games: The life and times of the spintriae". Board Game Studies Journal. 11 (1): 101–121. doi:10.1515/bgs-2017-0005. S2CID 67801461. Archived from the original on 18 April 2022. Retrieved 18 April 2022.
8. 1 2  Fishburn، Geoffrey (11 يوليو 2007). "Is that a Spintria in your Pocket, or Are You Just Pleased to See Me?" (PDF). 20th Conference of the History of Economic Thought Society of Australia. Brisbane: University of Queensland Printery. ص. 225–236. ISBN:9781864998979. مؤرشف من الأصل (PDF) في 2022-04-17.Fishburn, Geoffrey (11 July 2007). "Is that a Spintria in your Pocket, or Are You Just Pleased to See Me?" (PDF). Regarding the Past. 20th Conference of the History of Economic Thought Society of Australia. Brisbane: University of Queensland Printery. pp. 225–236. ISBN 9781864998979. Archived from the original (PDF) on 17 April 2022.
9. ↑  Darya (24 مايو 2021). ""Anal Tokens": The Story of the Roman Spintriae Coins". Shunga Gallery. مؤرشف من الأصل في 2021-05-28. اطلع عليه بتاريخ 2022-04-17.</}}
10. ↑  مصادر متعددة

### الصور
- مجموعة مختارة من المقتنيات الواسعة لمجموعة هانتيريان، غلاسكو